# Erich Vontobel
Erich Vontobel, né le 5 mars 1959 à Rüti, est une personnalité politique suisse, membre de l'Union démocratique fédérale.
Il est député du canton de Zurich au Conseil national depuis 2023.

## Biographie
Erich Vontobel grandit à Rüti, dans le canton de Zurich. Il est chef de projet dans le domaine informatique, et travaille pour Siemens Industry Software.
À l'Armée, il a le grade de soldat. Il est marié depuis 1987 à Ruth, avec qui il a trois enfants, et habite à Wolfhausen (de), un village de la commune de Bubikon.

## Parcours politique
Erich Vontobel est président de l'Union démocratique fédérale (UDF) du canton de Zurich à partir de 2000. Il démissionne en 2006 lorsque Markus Wäfler, élu fédéral UDF zurichois, vote pour Claude Janiak à la présidence du Conseil national, car il considère l'homosexualité de ce dernier comme un « péché ».
Il est député au Conseil cantonal de Zurich depuis 2012, et siège dans le groupe parlementaire de l'UDC, qu'il préside. Lors de son mandat, il s'implique notamment dans l'interdiction cantonale de la burka. Il démissionne à la suite de son élection au Conseil national.
Lors des élections fédérales de 2023, il est élu conseiller national avec 9 390 voix, soit moins que Mass-Voll, mais son parti bénéficie des appartements pour obtenir un élu.